# BY2
BY2是新加坡籍華语女子團體。成員為雙胞胎的姐姐孫涵（Miko，1992年3月23日—）和妹妹孫雨（Yumi，1992年3月23日—）。團名BY2中的BY指的是她們本名的姓氏白的諧音、而「2」解析是因為兩個人所以為Two（2），後來二人於2019年另取中文藝名孫涵、孫雨。英文藝名則因合起來是Yumiko，有著「You and Me（你和我）扣在一起」的意思而取。

## 成員
| 成員列表 | 成員列表 | 成員列表 | 成員列表 | 成員列表     | 成員列表               | 成員列表 |
| 藝名     | 藝名     | 藝名     | 本名     | 本名         | 出生日期 出生地        | 國籍     |
| 英文     | 中文     | 羅馬拼寫 | 中文     | 羅馬拼寫     | 出生日期 出生地        | 國籍     |
| -------- | -------- | -------- | -------- | ------------ | ---------------------- | -------- |
| Miko     | 孫涵     | Sun Han  | 白緯芬   | Peh Wei-fen  | 1992年3月23日 · 新加坡 | 新加坡   |
| Yumi     | 孫雨     | Sun Yu   | 白緯玲   | Peh Wei-ling | 1992年3月23日 · 新加坡 | 新加坡   |

## 生平

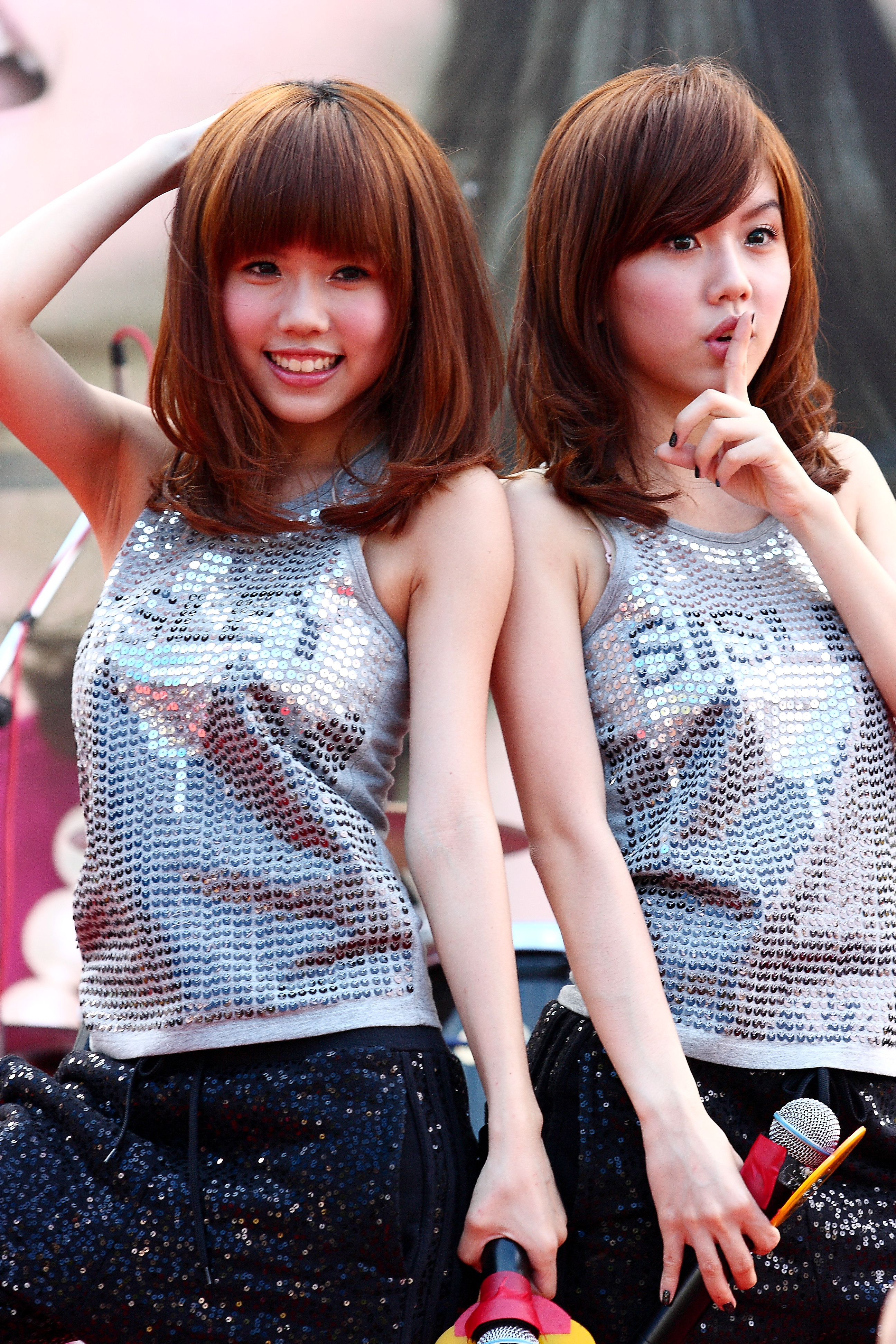
2009年的By2

BY2姊妹自小接受體操和芭蕾舞訓練。2006年報考海螺森林「第四屆非常歌手訓練班」，因父親病危和家中經濟上的沉重負擔，讓她們更堅定著要成為一位成功的歌手。2007年4月父親過世，讓姊妹兩人一度想中斷歌手訓練班的課程。当年也还赴北京接受训练。
2007年6月參加了馬來西亞舉辦的「臥虎藏龍選秀賽」，從2,500人中脫穎而出，入選14強進行PK賽，最後獲得第2名的榮耀，也為自己贏得第一份唱片合約，與海蝶音樂簽了唱片合約，并于同年迁居臺灣，後再次遷居北京。
2019年1月8日，宣布與簽約11年的老東家海蝶音樂約滿不續約，往後所有演藝活動將由By2工作室處理策劃。

## 演藝生涯
| 日期           | 大事記                                                  |
| 2008年7月25日  | 發行首張專輯《16未成年》                                |
| 2009年4月10日  | 發行第二張專輯《Twins》                                 |
| 2010年4月9日   | 發行第三張專輯《成人禮》                                |
| 2010年6月5日   | 舉辦第一場售票演唱會《湊熱鬧MINI CONCERT 短褲Tshirt趴》 |
| 2011年10月12日 | 發行第四張專輯《90'鬧Now》                              |
| 2011年11月1日  | 發行第1本圖文書《一樣愛著你！By2の愛心日記》            |
| 2012年8月3日   | 發行首張寫真EP《2020愛你愛妳》                          |
| 2012年8月6日   | 擔任MTV台《時尚小魔女》主持人                           |
| 2012年11月10日 | 舉辦第二場售票演唱會《2020觸動舞會MINI CONCERT》        |
| 2012年11月24日 | 和汪蘇瀧舉辦第3場售票演唱會《By2&汪蘇瀧武漢音樂會》     |
| 2012年12月22日 | 和汪蘇瀧舉辦第4場售票演唱會《By2&汪蘇瀧廣州音樂會》     |
| 2013年5月27日  | 推出首部微電影《三里屯》                                |
| 2013年9月1日   | 於九月號《男人幫國際中文版》擔任封面人物                |
| 2013年9月18日  | 發行第五張專輯《MY.遊樂園》                             |
| 2015年8月7日   | 發行第六張專輯《Cat and Mouse》                         |
| 2017年3月3日   | 發行首張混音專輯《愛又愛》                              |
| 2019年         | 參加中國選秀節目《明日之子水晶時代》，最終獲得第三名    |

## 爭議

### Yumi私生活爭議
2021年12月15日，王力宏坦承離婚後，事隔兩天，王力宏之妻李靚蕾就指控王力宏婚前、婚後出軌，外遇對象不顧男方有妻小，傳裸照給王力宏。18日BY2妹妹Yumi因與王力宏合照引發了議論，BY2工作室发布北京当地警方报警对于yumi的诽谤案，隨後經李靓蕾轉發並李表示會提供证据。19日，Yumi在微博上發表長文表示曾與王交往，但在2015年時兩人就早已無聯絡，IG上的貼文純為舊照。並澄清與王分手後，王力宏才與李靚蕾開始交往，兩者的交往時間點並未重疊。但遭李靚蕾於微博上駁斥她與王為性伴侶，並在王力宏結婚後仍傳裸照給他。22日，微博网友“做个小孩007”发微博稱Yumi吞藥輕生，並貼出Yumi医院就诊单据和照片，照片顯示Yumi在医院洗胃急救。该网友喊話王力宏，稱Yumi從未介入其婚姻。隨後有网友曝光，稱她假冒輕生，只是服用了2顆維生素和褪黑素。23日，BY2工作室再發聲明，針對報假警、輕生造假等造謠誹謗，已蒐證並會追究法律責任。2022年1月，《鏡周刊》披露傳訊的內容，稱Yumi傳訊請托王力宏幫忙宣傳專輯，並非李指控的傳裸照。「做個小孩007」表示對話模擬圖有意羞辱當事人，並單方面為王力宏洗白。

## 音樂作品

### 錄音室專輯
| 專輯          | 發行時間       | 發行公司 | 曲目 |
| ------------- | -------------- | -------- | --- |
| 16未成年      | 2008年7月25日  | 海蝶音乐 | 曲目 1. 好好愛^O^（心動時刻版） 2. 不夠成熟 3. PP別黏在椅上 4. 發呆 5. 買買買 6. 愛丫愛丫 7. 你說我說 8. 仙草蜜 9. 太難搞 10. 甜甜圈 11. 好好愛^O^（甜蜜真實版） |
| Twins         | 2009年4月10日  | 海蝶音乐 | 曲目 1. DNA 2. 我想要 3. 新少女祈禱 4. 我知道 5. 無解呦 6. 無敵帥 7. 什麼什麼 8. 勇敢 9. BYe BYe BYe 10. 快閃 11. Don't go away |
| 成人禮        | 2010年4月9日   | 海蝶音乐 | 曲目 1. 帶我離開 2. 大人的世界 3. 愛上你 4. 傷心農場 5. 湊熱鬧 6. 任由愛 7. 大冒險 8. 愛的雙重魔力 9. 好奇傻死貓 10. 這叫愛 |
| 90'鬧Now      | 2011年10月12日 | 海蝶音乐 | 曲目 1. 有沒有 2. 不是故意 3. 一樣愛著你 4. 白兔兒乖乖 5. 有你我不怕 6. 看不見 7. 早安男孩 8. 我不想Know 9. 紅蜻蜓 10. 鬧鬧NOW |
| MY.遊樂園     | 2013年9月18日  | 海蝶音乐 | 曲目 1. 沒理由 2. 不哭了 3. 傻呆呆 4. 雙面妲己 5. 就這樣嗎 6. 愛情來找碴 7. 閨蜜樂園 8. 夢想不能等待 9. 藏不住 10. Stereo |
| Cat and Mouse | 2015年8月7日   | 海蝶音乐 | 曲目 1. CAT and MOUSE 2. 當時的我們 3. 愛我就大聲說 4. 溫柔最痛 5. 那年下雪的時候 6. 你沒愛過我 7. 超勇敢 8. 怎樣才能說清此刻的心情 9. 你騙我 |
| 愛又愛        | 2017年3月3日   | 海蝶音乐 | 曲目 1. 愛又愛 2. 桃花旗袍 3. 夢先生 4. 愛上你 - Remix Version 5. 我知道 - Remix Version 6. 這叫愛 - Remix Version 7. DNA - Remix Version 8. 一樣愛著你 - Remix Version 9. 2020愛你愛你 - Remix Version 10. PP別黏在椅上 - Remix Version 11. 買買買 - Remix Version 12. 有沒有 - Remix Version 13. 帶我離開 - Remix Version |

### EP
| 專輯         | 發行時間       | 發行公司  | 曲目                                                                   |
| ------------ | -------------- | --------- | ---------------------------------------------------------------------- |
| 2020愛你愛妳 | 2012年8月3日   | 海蝶音乐  | 曲目 1. 2020愛你愛你 2. 你并不懂我 3. 觸動心﹒觸動愛 4. 爱情闯进门     |
| 賽博2072     | 2023年12月29日 | By2工作室 | 曲目 1. 丫 2. 我真的怕忘记你 3. 帶我飛向月亮 4. 回避 5. 年少 6. 七分甜 |

### 詞曲創作
| 年份 | 名稱                                        | 創作者     | 備註                                                        |
| ---- | ------------------------------------------- | ---------- | ----------------------------------------------------------- |
| 2009 | - Don't Go Away - Don't Go Away             | Miko、Yumi | 中文版 英文版                                               |
| 2009 | - Every time I look into your eyes - 這叫愛 | Miko、Yumi | 《這叫愛》中文版 《Every time I look into your eyes》英文版 |
| 2011 | - 有你我不怕                                | Miko       |                                                             |
| 2011 | - 我不想know                                | Yumi       |                                                             |
| 2012 | - 2020愛你愛你                              | Miko、Yumi |                                                             |
| 2013 | - 沒理由                                    | Miko、Yumi |                                                             |
| 2015 | - 當時的我們 - 愛我就大聲說 - 你沒愛過我    | Miko、Yumi |                                                             |
| 2019 | - 絕了                                      | Miko、Yumi |                                                             |

### 單曲
| 年份 | 名稱            | 備註                           |
| ---- | --------------- | ------------------------------ |
| 2009 | - 好好愛^O^     | 與2High合唱                    |
| 2009 | - 飛羽          | 手機遊戲《夢幻誅仙手遊》主題曲 |
| 2010 | - 甜甜圈        |                                |
| 2012 | - Seal the Love | 線上遊戲《希望Online》主題曲   |
| 2012 | - 曾經的約定    | 線上遊戲《西遊天下》主題曲     |
| 2012 | - 有點甜        | 與汪蘇瀧合唱                   |
| 2012 | - 跑出一片天    | 電影《跑出一片天》主題曲       |
| 2014 | - 和4G在一起    | 《第八屆咪咕匯》主題曲         |
| 2016 | - 桃花旗袍      |                                |

| 年份 | 名稱                                                                           | 電視劇 | 備註                    |
| ---- | ------------------------------------------------------------------------------ | --- | ----------------------- |
| 2009 | - 我知道 - Don't go away - 無解呦                                              | 《比賽開始》 《伊甸園之東》 《韓版流星花園》 | 片尾曲 片頭曲           |
| 2012 | - 不是故意 - 愛丫愛丫 - 任由愛 - 帶我離開 - 就這樣嗎 - 愛情來找碴 - 愛情闖進門 | 《愛情是從告白開始的》 《愛情是從告白開始的》 《愛情是從告白開始的》 《愛情是從告白開始的》 《我租了一個情人》 《我租了一個情人》 《愛情闖進門》 | 插曲 片頭曲             |
| 2013 | - 有點甜 - 藏不住 - 真愛無敵 - 太難搞 - 一樣愛著你 - 有沒有                    | 《借用一下你的愛》 《美味的想念》 《一克拉夢想》 《一克拉夢想》 《一克拉夢想》 《一克拉夢想》                                                    | 插曲 片頭曲 插曲        |
| 2014 | - 藏不住                                                                       | 《22K夢想高飛》 | 插曲                    |
| 2015 | - 當時的我們 - 怎樣才能說清此刻的心情 - 烏鴉嘴 - Because Of You                | 《美女的誕生》 《愛情回來了》 《妙女郎烏鴉嘴》 《親愛的，公主病》                                                                                | 片頭曲 插曲 主題曲 插曲 |
| 2017 | - 越錯越愛 - 幸福不遠了 - 念念 - 夢先生                                        | 《1931年的愛情》 《追婚記》 《總裁在上我在下》 《我與你的光年距離》                                                                              | 片頭曲 插曲             |
| 2019 | - Underneath The Stars                                                         | 《沒有秘密的你》 | 插曲                    |
| 2020 | - Diamonds Heart                                                               | 《半是蜜糖半是傷》 | 插曲                    |
| 2021 | - 啟明星                                                                       | 《良言写意》 | 插曲                    |

#### 英文單曲
| 年份 | 名称                               | 备注 |
| ---- | ---------------------------------- | ---- |
| 2009 | - Don't Go Away                    |      |
| 2012 | - Every time I look into your eyes |      |

## 主持
- 2012年7月17日：三立都會台《完全娛樂》
- 2012年7月18日：三立都會台《完全娛樂》
- 2012年7月23日：三立都會台《完全娛樂》
- 2012年8月6日至11月20日：MTV台《時尚小魔女》

## 電視作品
2008年
- 2008年4月19日《綜藝大哥大》
- 2008年5月1日《娛樂百分百》
  - 戴佩妮歌唱大賽
- 2008年5月15日《模範棒棒堂》
  - 夏日聯誼藝起來（上）
- 2008年6月7日《我猜我猜我猜猜猜》
  - 天生一對！！完美雙胞胎
- 2008年8月28日《康熙來了》
  - 貨真價實！素人變明星（上）
- 2008年8月29日《康熙來了》
  - 貨真價實！素人變明星（下）
- 2008年9月9日《歡樂幸運星》
- 2008年9月20日《我猜我猜我猜猜猜》
- 2008年9月27日《娛樂百分百》
  - 真心話聽證會
- 2008年10月2日《娛樂百分百》
  - 藝能發表會
- 2008年10月3日《娛樂百分百》
  - 百分百娛樂王

2009年
- 2009年2月28日《快樂大本營》
- 2009年4月10日《娛樂百分百》
  - 百分百藝能發表會
- 2009年4月13日《娛樂百分百》
  - 粉絲同樂會
- 2009年4月21日《娛樂百分百》
  - 宣傳第2張專輯
- 2009年4月24日《娛樂百分百》
  - 梁詠琪 歌唱大賽
- 2009年4月25日《我猜我猜我猜猜猜》
  - 宣傳第2張專輯
- 2009年4月29日《我愛黑澀會》
  - 宣傳第2張專輯
- 2009年5月9日《娛樂百分百》
  - 我家也有大明星
- 2009年5月18日《康熙來了》
  - 2009春夏新專輯大車拚
- 2009年6月6日《我猜我猜我猜猜猜》
  - 宣傳第2張改版慶功專輯

2010年
- 2010年3月25日《娛樂百分百 LIVE》
- 2010年4月5日《娛樂百分百》
  - 百分百藝能發表會
- 2010年4月9日《娛樂百分百》
  - 真心話聽證會
- 2010年4月15日《娛樂百分百 LIVE》
- 2010年4月20日《娛樂百分百》
  - 百分百大對抗
- 2010年4月22日《王牌大明星》
- 2010年4月24日《百萬大歌星》
- 2010年4月24日《我愛黑澀棒棒堂》
- 2010年4月27日《娛樂百分百》
  - 粉絲同樂會
- 2010年5月1日《綜藝大哥大》
- 2010年5月8日《天才衝衝衝》
- 2010年5月19日《娛樂百分百 LIVE》
- 2010年5月19日《完全娛樂》
- 2010年5月21日《完全娛樂》
- 2010年5月25日《康熙來了》
- 2010年5月26日《大學生了沒》
- 2010年5月27日《娛樂百分百》
  - By2成人禮任務
- 2010年6月4日《型男大主廚》
- 2010年6月5日《綜藝大哥大》

2011年
- 2011年9月23日《完全娛樂》
- 2011年10月8日《百萬大歌星》
- 2011年10月13日《新聞雜誌》
- 2011年10月18日《康熙來了》
- 2011年10月19日《康熙來了》
- 2011年10月19日《优酷名人坊》
- 2011年10月20日《大學生了沒》
- 2011年10月24日《娛樂百分百》
  - 藝能發表會
- 2011年10月24日《東風FUN音樂》
- 2011年11月10日《如虹音樂會》
- 2011年11月12日《天才衝衝衝》
- 2011年11月14日《娛樂百分百》
  - 百分百大對抗
- 2011年11月23日《娛樂百分百》
  - 百分百聽證會
- 2011年11月26日《你猜你猜你猜猜猜》
- 2011年11月30日《全民最大黨》
- 2011年12月1日《娛百私密大突擊》
- 2011年12月2日《九天星訪》
- 2011年12月6日《KKBOX 音樂互聯》
- 2011年12月12日《娛樂百分百》
  - By2前進校園特別企劃

2012年
- 2012年1月21日《妳猜妳猜妳猜猜》
- 2012年1月22日《娛樂百分百》
  - 新春遊戲王
- 2012年3月18日《舞林大會》
- 2012年3月23日《哈林哈時尚》
- 2012年4月20日《哈林哈時尚》
- 2012年7月17日《完全娛樂》
- 2012年7月18日《完全娛樂》
- 2012年7月20日《完全娛樂》
- 2012年7月21日《百萬大歌星》
- 2012年7月23日《完全娛樂》
- 2012年7月24日《大學生了沒》
- 2012年7月26日《娛樂百分百》
  - 百分百小巨蛋
- 2012年7月28日《娛樂百分百》
  - 百分百出去玩
- 2012年8月6日《娛樂百分百》
  - 百分百KTV
- 2012年8月10日《SS小燕之夜》
- 2012年8月14日《康熙來了》
- 2012年8月15日《康熙來了》
- 2012年8月16日《娛樂百分百》
  - 百分百大對抗
- 2012年8月18日《你猜你猜猜猜》
- 2012年8月23日《娛樂百分百》

百分百聯誼社
- 2012年11月5日《娛樂百分百》
  - 百分百啾咪王

2013年
- 2013年2月9日《娛樂百分百》

除夕特別節目 
- 2013年8月15日《娛樂百分百》
  - 舞力破表舞蹈大賽
- 2013年8月19日《娛樂百分百》
  - 百分百出去玩
- 2013年8月21日《娛樂百分百》
  - 百分百遊戲王
- 2013年8月26日《小宇宙33號》
- 2013年9月16日《娛樂百分百》
  - 粉絲同樂會
- 2013年9月20日《綜藝大熱門》
- 2013年9月23日《娛樂百分百》
  - 百分百遊戲王
- 2013年9月23日《大學生了沒》
- 2013年9月26日《娛樂百分百》
  - 姐妹大對決
- 2013年10月3日《如虹音樂會》
- 2013年10月5日《天才衝衝衝
- 2013年10月19日《美鳳有約》
- 2013年10月24日《國光幫幫忙》
- 2013年10月28日《歡樂智多星》
- 2013年11月5日《WOW侯麻吉》
- 2013年11月5日《娛樂百分百》
  - 百分百美廚娘
- 2013年11月15日《娛樂百分百》
  - 百分百GOGOGO
- 2013年11月22日《娛樂百分百》
  - By2好友音樂會
- 2013年11月25日《SS小燕之夜》
- 2013年11月30日《娛樂通通有》
  - By2的遊樂園

2014年
- 2014年1月30日《娛樂百分百》
  - 團團圓圓迎新春
- 2014年1月31日《旺馬奔騰賀新年》
  - By2「短劇－年貨大街」
- 2014年1月31日《一馬當先新春闖通關 》

2015年
- 2015年4月30日《浙江衛視 青春練習生 》
- 2015年5月7日《浙江衛視 青春練習生 》

2016年
- 2016年《偶滴大明星》

2017年
- 2017年《超級綜藝show》
- 2017年《娛樂百分百》
- 2017年《抱走吧 愛豆》

2018年
- 2018年《我要上春晚》

2019年
- 2019年 《明日之子水晶时代》

2020年
- 2020年11月27日《嗨唱转起来 2》

2021年
- 2021年1月15日《天赐的声音2》
- 2021年10-12月《超新星運動會第四季》

2022年
- 2022年12月16日《朝陽打歌中心》
- 2022年12月23日《朝陽打歌中心》

- 2009年：《歡樂年年》飾 喜愛、喜意

| 名 稱  | 演 員     | 角 色                       |
| ------ | --------- | --------------------------- |
| 三里屯 | Miko Yumi | 妹妹、公司職員 姐姐、DJ酒吧 |

## 電影
- 2008年：精舞門飾白兔組合
- 2013年：聽見下雨的聲音飾文化節新加坡隊
- 2015年：在北極說愛你
- 2016年：搞怪奇妙夜 姊姊Miko 飾演「露露」, 妹妹Yumi 飾演「娜娜」, 於2019-05-17上映。
- 2016年：只能活一個 姊姊Miko 飾演「薛薇」, 於2018-07-06上映。
- 2016年：九度空間之瀕死體驗 姊姊Miko 飾演「尹芸」, 此為網路電影, 於2016-07-02播映。
- 2016年：識色,幸也 妹妹Yumi 飾演「胡曉高女友」, 於2017-11-03上映, 為友情出演。
- 2017年：器靈 第二季 姊姊Miko 飾演「宇多田無關心」, 此為網路劇, 於2017-12-22播映, 共17集, 配音播出。
- 2017年：甜心主播大作戰 妹妹Yumi 飾演「顏汐」, 第一女主角主演, 於2017-04-07上映。
- 2017年：天狼星的來客 姊姊Miko 飾演「章千千」, 第一女主角主演, 此為網路電影。

## 藝人合作

### 共同拍攝音樂錄影帶
- 《梦想的翅膀》 與 海蝶群星（林俊杰、阿杜、金莎）
- 《好好愛^O^》（心動時刻版）MV與2high合作
- 《不潮不用花錢》與林俊傑合作 收錄於專輯《JJ陸》
- 《我知道》 MV與李國毅合作 收錄於專輯《Twins【加值雙碟限量版】》
- 《愛上你》 MV與安東尼合作 收錄於專輯《成人禮【冠軍慶功版】》
- 《一樣愛著你》 MV與任佑明合作 收錄於專輯《90'鬧Now【特典酷樂版】》

### 擔任嘉賓
- 2010年10月7日：By2 參與 藝人林宇中演唱會
- 2010年10月10日：By2 參與 藝人林宇中演唱會

## 演唱會

### 售票演唱會
- 2010年6月5日：湊熱鬧MINI CONCERT 短褲Tshirt趴﹝華山藝文中心LEGACY﹞【觀賞人數近千人】
- 2012年11月10日：2020觸動舞會MINI CONCERT ﹝ATT文創立方﹞
- 2012年11月24日：By2&汪蘇瀧武漢音樂會﹝武汉杂技厅﹞
- 2012年12月22日：By2&汪蘇瀧廣州音樂會﹝白云国际会议中心﹞
- 2022年6月12日：2022 BY2「不再懦弱」全国巡演西安站﹝西演SPACE·车库LIVE﹞
- 2022年6月18日：2022 BY2「不再懦弱」全国巡演广州站﹝太空间Livehouse﹞
- 2022年7月29日：2022 BY2「不再懦弱」全国巡演广州（加场）站﹝太空间Livehouse﹞
- 2022年8月13日：2022 BY2「不再懦弱」全国巡演杭州站﹝MAO Livehouse﹞
- 2023年1月15日：BY2「不是你要的谁」2023 全国巡演南京站﹝稻香大麦LiveHouse﹞
- 2023年2月25日：BY2「不是你要的谁」2023 全国巡演深圳站﹝SoFun Live﹞
- 2023年3月4日：BY2「不是你要的谁」2023 全国巡演上海站﹝万代南梦宫文化中心﹞
- 2023年3月11日：BY2「不是你要的谁」2023 全国巡演武汉站﹝看见展演中心﹞
- 2023年3月18日：BY2「不是你要的谁」2023 全国巡演成都站﹝成都麓湖水上剧场﹞
- 2023年9月8日：BY2 2023「九」广州演唱会﹝广州体育馆2号馆﹞
- 2023年10月22日：BY2 2023「九」全国巡演北京站﹝本土王牌LIVE﹞
- 2024年3月23日：BY2「赛博2072」全国巡演上海站﹝蜚声上海﹞
- 2024年5月4日：BY2「赛博2072」全国巡演福州站﹝MAAQUU x CH8 LIVEHOUSE﹞
- 2024年5月11日：BY2「赛博2072」全国巡演成都站﹝CH8冇独空间﹞
- 2024年6月1日：BY2「赛博2072」全国巡演深圳站 ﹝BO LIVE前海店﹞
- 2024年6月8日：BY2「赛博2072」全国巡演長沙站 ﹝MAO Livehouse﹞
- 2024年7月6日：BY2「赛博2072」全国巡演廣州站 ﹝媒棚LIVE﹞
- 2024年7月27日：BY2「赛博2072」全国巡演济南站 （糖宝TEMPO LIVEHOUSE ）
- 2024年8月3日：BY2「赛博2072」全国巡演杭州站 （萧山区通货路918号）
- 2024年8月24日：BY2「赛博2072」全国巡演郑州站（郑州市东风南路）
- 2024年11月30日：BY2「赛博2072」全国巡演廈門站(星巢沃克秀）

### 大型群星演唱會
2009年
- 2009年8月28日：無錫「戀歌2009」群星演唱會
- 2009年9月5日：臺北市復興中小學信心地圖賑災募款演唱會
- 2009年12月31日：2010年桃園市跨年晚會
- 2009年12月31日：2010年新北市風光中和跨年晚會

2010年
- 2010年12月31日：2011年臺中市跨年晚會，於國立台灣體育大學台中校區體育場。
- 2010年12月31日：飛躍2011年偶像歌手彰化市跨年暨感恩祈福晚會，於彰化八卦山大佛風景區前廣場。
- 2010年1月15日：新竹市跨年晚會，於新竹市政府前廣場。

2011年
- 2011年1月15日：板橋第一運動場。

2013年
- 2013年12月31日：嘉義市2014幸福跨年晚會
- 2013年12月31日：彰化市2014馬到成功跨年晚會

2014年
- 2014年7月5日：夏戀嘉年華演唱會 花蓮六期重劃區 By2
- 2014年10月10日：台北春浪

2015年
- 2015年10月20日《一三一素&米亚妮亚上海群星演唱会》 上海大舞台

### 校園巡迴演唱會
2008年
- 5月6日 苗栗聯合大學
- 5月27日 中華技術學院
- 9月17日 南開科技大學
- 9月25日 義守大學
- 10月1日雲林科技大學
- 10月2日 建國科技大學
- 10月?日 樹人醫專
- 10月8日 元培科技大學
- 10月14日 中國醫藥大學
- 10月15日 明新科技大學
- 10月15日 逢甲大學
- 10月16日 世新大學
- 10月22日 清雲科技大學
- 10月25日 黎明技術學院
- 10月29日 大仁科技大學
- 10月30日 中國文化大學
- 11月1日 屏東大學

2009年
- 5月23日 華夏技術學院
- 5月25日 景文科技大學
- 5月30日 中壢高商
- 9月19日 石柱中學高中
- 12月10日 明志科技大學
- 12月11日 基隆聖心高中

2010年
- 4月8日 高雄海洋科技大學
- 5月11日 高苑技術學院
- 5月12日 吳鳳技術學院
- 5月12日 玄奘大學
- 5月15日 教幼稚园
- 5月17日 清雲科技大學
- 5月20日 德霖技術學院
- 6月1日 南京郵電大學
- 6月21日 南洋理工學院（NanYang Polytechnic）

2011年
- 5月25日 東南科技大學
- 6月10日 東方設計學院
- 6月11日 弘光科技大學

## 廣告代言
2008年
- TVC愛戀金誓
- 麥當勞奧運廣告片與JJ林俊傑一起合作。 奧運期間播出。
- Lg“冰淇淋”手機KF350

2009年
- 電玩楓之谷MapleStory快打炫風
- 愛之味—冰燒仙草
- 馬來西亞網玩希望Online
- 第五屆中國·墨江北迴歸線國際雙胞胎節暨哈尼太陽節形像大使
- 網玩王者世界Online
- 斯凱奇時尚休閒鞋
- 都市麗人風品牌內衣
- 玻兒彩妝

2010年
- 蒙牛隨便歐羅炫冰淇淋
- Yahoo!奇摩兒童網安計畫
- 網玩西遊天下online
- 運動品牌喜得龍
- MIX-BOX（美爆）護膚品
- 熊仔糖果
- sugus瑞士糖

2011年
- 美爆Mixbox廣告4合1
- Brown Sugar年度代言人

2012年
- Robinlo Studio
- 英雄大亂鬥
- SUKI 愛自己

2013年
- QQ封神記
- 【Zocai】x【Deseno】
- 戀舞

2014年
- deseno行李箱
- 戰龍兵團

2023年
- 輪迴雙生 手遊

## 音樂節
- 2012年4月29日 義大超級亞洲音樂節
- 2012年11月18日 上海白色時尚音樂節

## 獎項

### 大型頒獎禮獎項
| 年份   | 獎項 |
| ------ | --- |
| 2009年 | - 雪碧中國原創音樂流行榜 - 港台新人獎、最佳鈴聲獎 - 第9屆全球華語歌曲排行榜 - 最受歡迎新人獎 - Yahoo!奇摩搜尋人氣大獎 - 海外演唱團體獎、搜尋人氣大獎 - 中國移動無線音樂咪咕匯 - 無線音樂最具潛力新人獎 |
| 2010年 | - 90後潮流先鋒榜 - 90後先鋒人氣組合獎 - 金唱片頒獎典禮 - 引進版海外最佳組合獎 - 百度Mp3 音樂盤點 - 最受歡迎潛力組合獎 - 中國歌曲排行榜 - 港台年度最受歡迎組合獎 - 雪碧中國原創音樂流行榜 - 奔騰表現獎、網絡至辣人氣歌手獎 - 新加坡e樂大賞 - Omy網絡紅人獎 - 孩子的選擇歡樂盛典 - 最喜歡的音樂組合獎 - 第8屆東南勁爆音樂榜頒獎盛典 - 勁爆最受歡迎組合獎 |
| 2011年 | - [V]音樂飆榜 - 最受歡迎组合獎、年度金曲獎 - 中國歌曲排行榜 - 港台年度最受歡迎樂隊及組合獎、最佳金曲獎《這叫愛》 |
| 2012年 | - 中國歌曲排行榜 - 年度金曲獎《一樣愛著你》 |
| 2013年 | - 新城國語力頒獎禮 - 新城國語力人氣偶像獎 - 第11屆華鼎獎全球音樂盛典 - 華語最佳組合獎 |
| 2014年 | - QQ音乐年度盛典 - 年度熱歌金曲獎 - 酷狗音乐盛典 - 最熱分享獎 - MILK AWARDS - 年度人氣團體獎 - 第八屆無線音樂盛典咪咕滙 - 年度網路最具人氣組合 |
| 2015年 | - pclady时尚盛典 - 年度人气组合 |
| 2016年 | - 2016年度酷音樂亞洲盛典 - 年度校園人氣歌手 |
| 2019年 | - 明日之子水晶時代 - 第三名 |
| 2021年 | - 超新星運動會第四季 - 卡丁車賽 第一名(孫雨) - 男女混合腰旗橄欖球 第一名(孫涵) |